# Małżeństwo na rozdrożu
Małżeństwo na rozdrożu (jid. Zajn wajbs man) – polski film fabularny z 1916 roku w języku jidysz, oparty na sztuki Bigamistka Majzela.

## Obsada
- Ajzyk Samberg - jako Izrael Baksim
- Antonina Klońska - jako Roza, żona Baksima
- Ida Kamińska - jako Bela, córka Baksimów
- Helena Gotlib - jako Chaja, matka Rozy
- Samuel Landau - jako Józef Gutman, kochanek Rozy